# Роберт Валзер
Роберт Валзер (на немски: Robert Walser) е швейцарски белетрист, поет, драматург и есеист. Роден е през 1878 г. в Бил, кантон Берн, Швейцария.

## Живот и творческо дело
Роберт Валзер е седмо от осемте деца на западнал търговец. След обучение по банково дело си намира работа като помощник в кантора. Мечтата му да стане актьор така и не се осъществява. Завършва курс за служители и известно време е иконом в двореца Дамбрау в Горна Силезия. Работи, каквото се случи, накрая заживява сам без цели и стремежи, с малкото средства от хонорари за книгите си и публикуваните в литературни списания „прозаични скици“. Последните двадесет и седем години от живота си прекарва в клиники за душевно болни, след няколко опита за самоубийство.
Романите на Роберт Валзер „Семейство Танер“, „Помощникът“ и „Якоб фон Гунтен“, публикувани между 1907 и 1909 година, образуват автобиографичен триптих, в който писателят пресъздава своите младежки дни чрез образи, представителни за цяла една социална прослойка. Това е прослойката на „безделниците, скитниците и мечтателите“, които се чувстват отхвърлени от обществото и не намират място в една враждебна действителност. Героите на Валзер живеят извън нормите на буржоазния морал, те са странници в този свят и гледат на него с удивени, детски очи.

## Признание
Значението на Роберт Валзер като писател пораства извънредно бързо след Втората световна война. В него откриват предшественик и учител на Франц Кафка, природният му разказвачески талант печели все повече и повече почитатели.
В родния му град Бил е учредена през 1978 г. „Фондация Роберт Валзер“, която дава литературна награда на негово име.